# Långban
Långban est une région minière de la province de Värmland dépendant de la commune de Filipstad en Suède. La ville de Filipstad est distante de 20 km au sud. La région a été entièrement exploitée de 1711 à 1972, mais les premiers puits remontent au XVe siècle.
C'est l'un des placers les plus riches du monde. La plupart des minéraux retrouvés sont des minerais de fer et de manganèse, mais on a répertorié au total 300 minéraux différents sur le site. Depuis 1950, on n'y a plus extrait que de la dolomite.
Långbanshyttan est à proprement parler le nom du haut fourneau voisin et aussi le nom de la maison du contremaître, où les frères Nils et John Ericsson virent le jour. Le fourneau fut construit au XVIe siècle, et exploité jusqu'en 1933. Il a été réparé en 1980-83 et constitue aujourd'hui une attraction touristique.

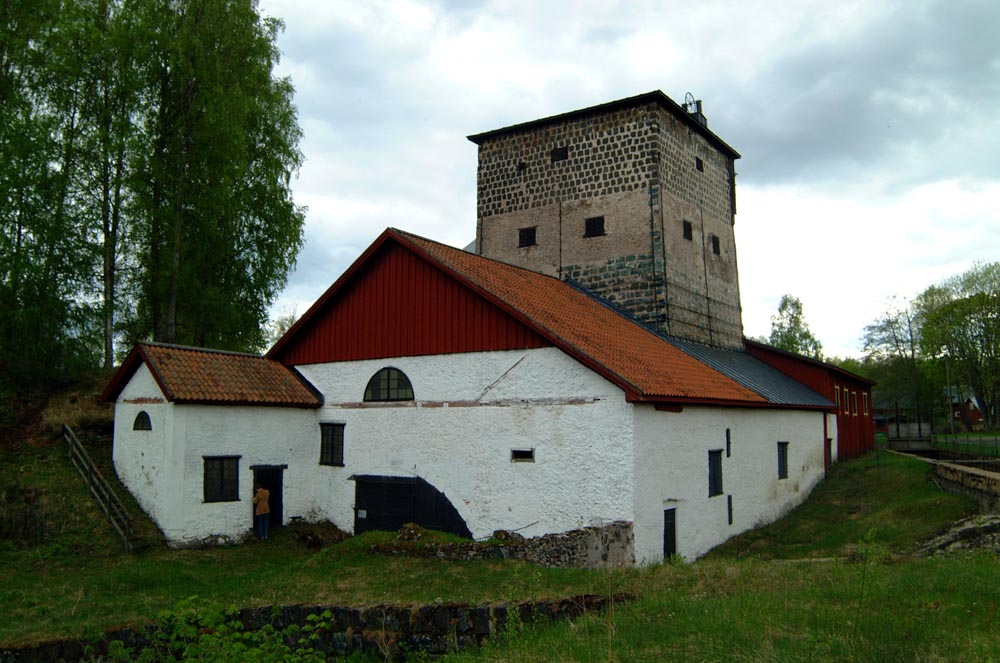
Le haut fourneau de Långban (2004).